# دانشگاه اقتصاد و تجارت پولتاوا
دانشگاه اقتصاد و تجارت پولتاوا (به لاتین: Poltava University of Economics and Trade) یک مؤسسه آموزشی و دانشگاه در اوکراین است که در پولتاوا واقع شده‌است.